# Dániel Kiss
Dániel Kiss, född den 12 februari 1982, är en ungersk friidrottare som tävlar i häcklöpning på de kortare distanserna 110 meter häck samt 60 meter häck.
Kiss första stora mästerskapsfinal som senior var finalen vid EM 2006 i Göteborg där han slutade sjua. Två år senare deltog han vid Olympiska sommarspelen i Peking men blev utslagen i kvartsfinalen. Inte heller nådde han finalen vid världsmästerskapen 2009 i Berlin där han slutade trea i sin semifinal vilket inte räckte till en finalplats. 
Under år 2010 noterade han ett nytt personligt rekord på 110 meter häck då han sprang på 13,32 vid tävlingar i Budapest. Månaden senare deltog han vid EM i Barcelona där han i 1 m/sek motvind noterade tiden 13,39 i finalen vilket räckte till en tredje plats.

## Personliga rekord
- 60 meter häck - 7,56 från 2010
- 110 meter häck - 13,32 från 2010